# The Marathon
The Marathon é um curta-metragem de comédia mudo produzido nos Estados Unidos e lançado em 1919.